# Medalha Rainha Dona Amélia
A Medalha da Rainha D. Amélia foi criada a 23 de Dezembro de 1895 para comemorar duas campanhas específicas no Ultramar - Moçambique (1894-1895) e Índia Portuguesa (1895). Ambas as campanhas se revestiram no Portugal de então de forte popularidade, principalmente a de Moçambique, que resultou numa vitória sobre o Império de Gaza e sobre o seu soberano Gungunhana.
Com o crescente envolvimento português nas campanhas de pacificação do seu Império, a 6 de Junho de 1896, é decidido estender a medalha a novas campanhas ultramarinas. Cada medalha, de prata, teria um reverso diferente, assim como a cor interior da fita.
A 11 de Dezembro de 1902, uma terceira alteração é feita, instituindo a medalha como de campanhas gerais, com fita, anverso e reverso iguais, mas colocando-se uma passadeira para cada nova campanha. Assim permanece até que é descontinuada aquando da instauração da República em 1910.
Tem na Medalha Comemorativa das Campanhas do Exército Português a sua herdeira directa, em 1916, tendo sido autorizado que se colocasse as passadeiras ganhas antes de 1910.

## Passadeiras
As seguintes passadeiras foram aprovadas para esta medalha: 
- Data desconhecida - TUNGUE 1889
- 23/11/1895 - [EXPEDIÇÃO A] MOÇAMBIQUE 1894-1895
- 23/11/1895 - [EXPEDIÇÃO À] INDIA 1895
- 28/8/1897 - [EXPEDIÇÃO CONTRA OS] NAMARRAES 1896
- 4/11/1897 - [EXPEDIÇÃO À] INDIA 1896
- 8/11/1897 - [CAMPANHA DE] TIMOR 1896
- 14/12/1897 - [OPERAÇÕES EM] GAZA 1896
- 31/12/1897 - [GUERRA DE] TIMOR 1895
- 19/1/1899 - [CAMPANHA DO] HUMBE 1898
- 19/7/1901 - [GUERRA DE] TIMOR 1900
- Data desconhecida - MACONTENE 1897
- Data desconhecida - ZAMBEZIA 1897
- Data desconhecida - ZAMBEZIA 1898
- Data desconhecida - NYASSA 1899
- 11/12/1902 - OIO 1902
- 11/12/1902 - BAILUNDO 1902
- 11/12/1902 - BARUÉ 1902
- Data desconhecida - SELLES 1902-1903
- Data desconhecida - MULONDO 1905
- Data desconhecida - CUAMATO 1907
- Data desconhecida - DEMBOS 1907
- Data desconhecida - DEMBOS 1907-1908
- Data desconhecida - GUINÉ 1908
- Data desconhecida - ANGOCHE 1910